# Сильнов Андрій Олександрович
Андрій Олександрович Сильнов (рос. Андрей Александрович Сильнов, 9 вересня 1984) — російський легкоатлет, олімпійський чемпіон.

## Виступи на Олімпіадах
| Олімпіада  | Дисципліна       | Місце |
| ---------- | ---------------- | ----- |
| Пекін 2008 | стрибки у висоту | 1     |